# Palazzo Valmarana
| Imagem: Cidade de Vicenza e Villas de Palladio no Véneto | O Palazzo Valmarana está incluído no sítio "Cidade de Vicenza e Villas de Palladio no Véneto", Património Mundial da UNESCO. |  |

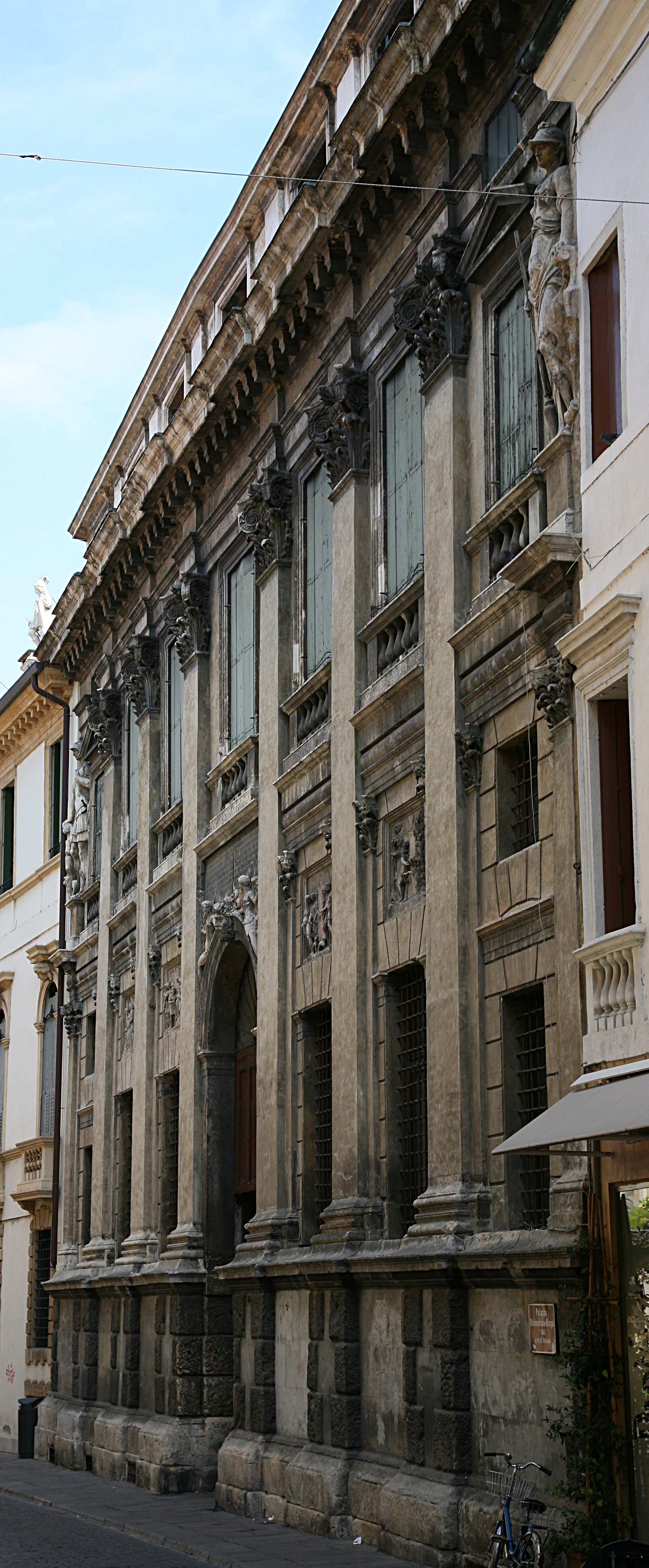
Fachada do Palazzo Valmarana.

O Palazzo Valmarana é um palácio de Vicenza construído por Andrea Palladio em 1565.

## História

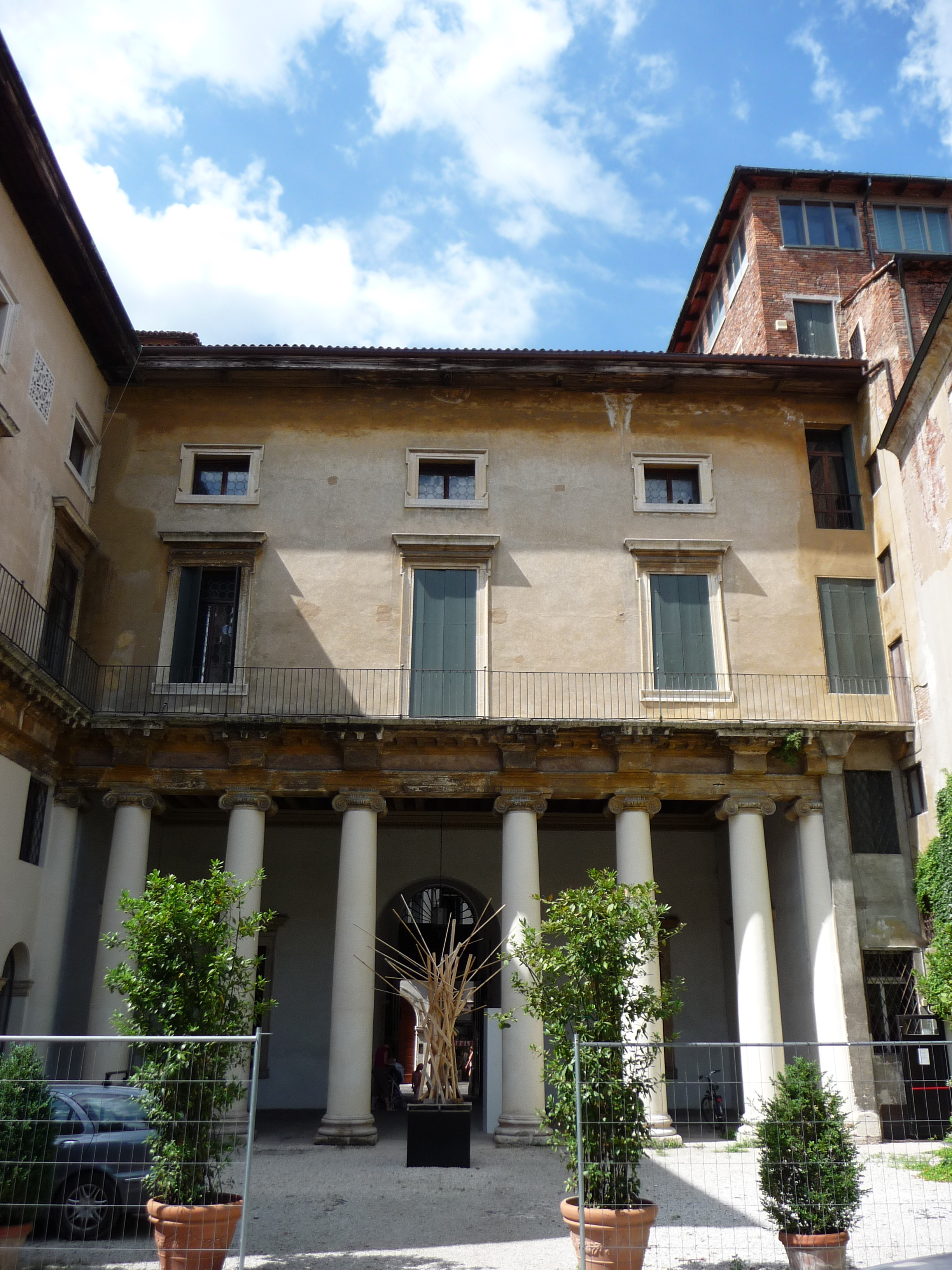
Traseiras do palácio com a loggia de entrada vista do pátio posterior.

A medalha de fundação do edifício tem incisa a data 1566 e o perfil de Isabella Nogarola Valmarana, tendo sido esta quem firmou os contratos para a construção com os pedreiros em Dezembro de 1565. Todavia, não existem dúvidas sobre o papel tido pelo seu defunto marido, Giovanni Alvise (falecido em 1558), na escolha de Palladio como projectista do palácio de família famiglia. Com Girolamo Chiericati e, naturalmente, Gian Giorgio Trissino, Valmarana tinha sustentado publicamente, em 1549, o projecto de Palladio para as loggias da Basilica Palladiana, evidentemente com base numa estima nascida seis anos antes, quando Giovanni Alvise supervisionou a realização dos aparatos efémeros em honra da entrada em Vicenza do bispo Niccolò Ridolfi (1543), idealizados por Palladio com a direcção de Trissino. Os espólios mortais de Giovanni Alvise e Isabella serão hospedados no espaço palladiano da Capela Valmarana, na Igreja de Santa Corona, por encomenda do seu filho Leonardo.
No sítio depois ocupado pelo novo palácio quinhentista, a família Valmarana detinha propriedades edificadas desde finais do século XV, que progressivamente foram incorporadas até constituirem o objecto da reestruturação palladiana. A irregularidade planimétrica dos ambientes descende sem dúvida do andamento oblíquo da fachada e das paredes preexistentes. Neste sentido, parece evidente quanto a olímpica regularidade da planimetria do palácio apresentado em I Quattro Libri dell'Architettura (Veneza, 1570) será fruto da habitual abstracção teórica palladiana, tanto mais que a extensão do palácio além do pátio quadrado não só nunca foi realizada, como ao que parece não foi procurada por Leonardo Valmarana, que aduiriu imóveis confinantes em vez de prosseguir a construção do palácio de família.
No dia 18 de Março de 1945, durante a Segunda Guerra Mundial, o palácio sofreu pesadíssimos danos por causa dum bombardeamento aliado que destruiu a cobertura, parte do ático e grande parte do salão principal no andar nobre (piano nobile). Pelo contrário, a facgada permaneceu intacta e ainda constitui um dos poucos exemplos que conservam o próprio revestimento de gessos e marmorinos originais. Em 1960, o palácio em ruínas goi cedido pela família Valmarana a Vittor Luigi Braga Rosa, que conduziu extensos restauros, recostruindo as partes demolidas na guerra e enriquecendo o palácio com decorações e obras de arte provenientes de outros palácios destruídos, entre as quais se destaca a colecção de telas seiscentistas de Giulio Carpioni com objecto mitológico.

## Arquitectura

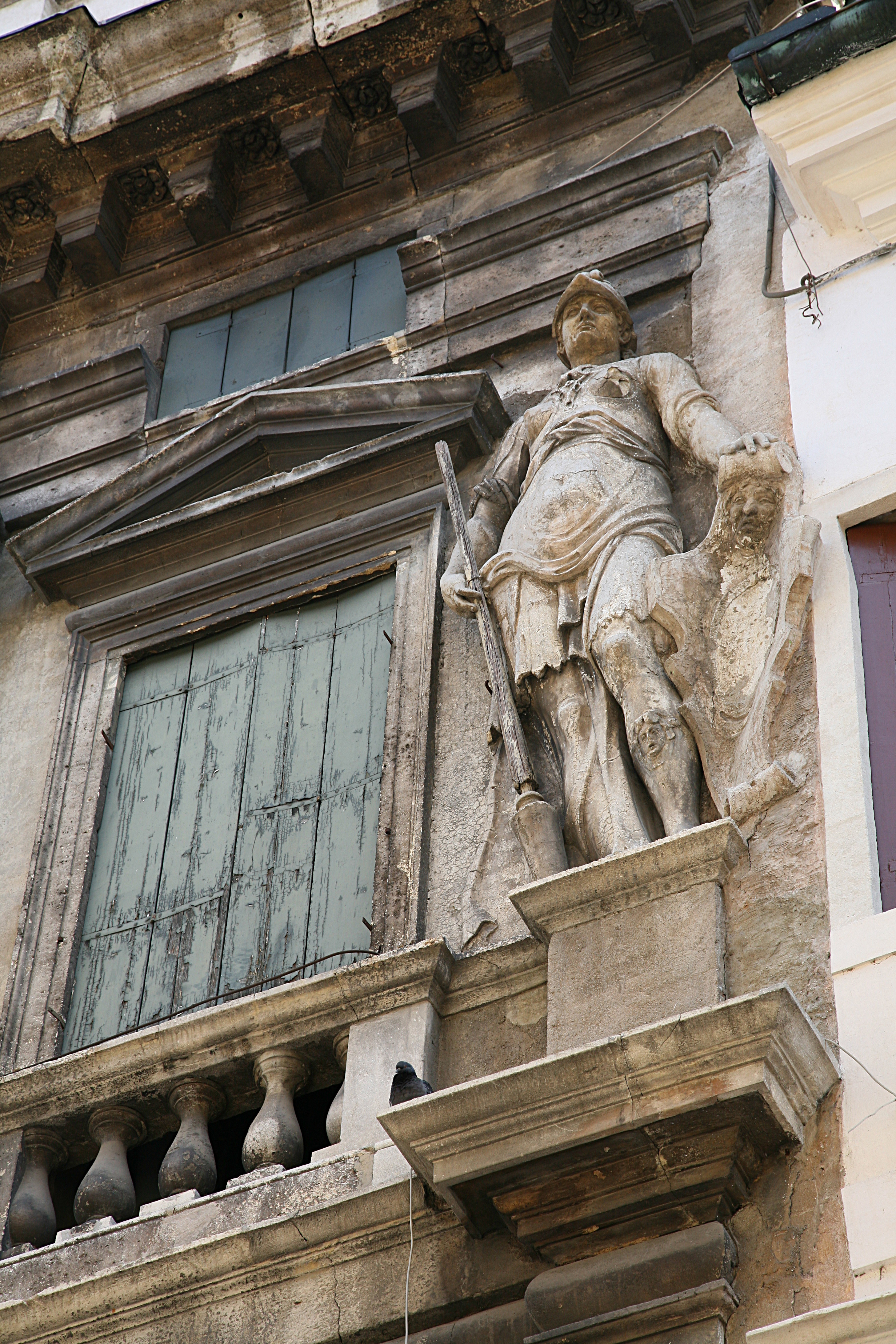
Detalhe da fachada: soldado com as insígnias dos Valmarana.

A fachada do Palazzo Valmarana é uma das realizações palladianas mais extraordinárias e ao mesmo tempo mais singulares.

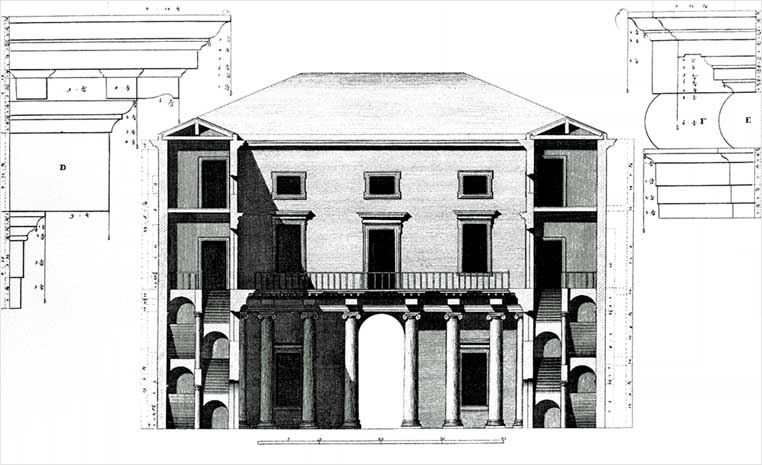
Secção do palácio por Ottavio Bertotti Scamozzi, 1776.

Pela primeira vez num palácio, uma ordem colossal abraça todo o desenvolvimento vertical do edifício: trata-se, evidentemente, duma solução que tem origem nas experimentações palladianas em frontarias de edifícios religiosos, como a quase contemporânea fachada de San Francesco della Vigna. Como na igreja veneziana as naves maior e menor se projectam num mesmo plano, também na fachada do Palazzo Valmarana aparece a estratificação de dois sistemas: a ordem colossal das seis pilastras compósitas parece sobrepor-se à ordem menor de pilastras coríntias, de modo tanto mais evidente nas margens, onde a falta da pilastra final revela o sistema de baixo, que sustém o baixo relevo de um soldado com as insígnias Valmarana.
Ao contrário das abstractas construções geométricas, a lógica compositiva destas fachadas civis e religiosas deriva da familiaridade de Palladio com as técnicas de desenho, em particular as representações ortogonais com as quais visualiza os projectos e restitui os relevos dos edifícios antigos, que por outro lado lhe consentem um controle pontual dos relacionamentos entre o interior e o exterior do edifício.

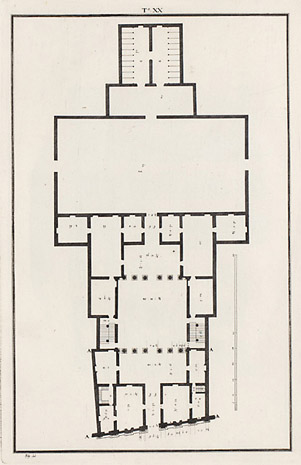
Planta do palácio por Ottavio Bertotti Scamozzi, 1776
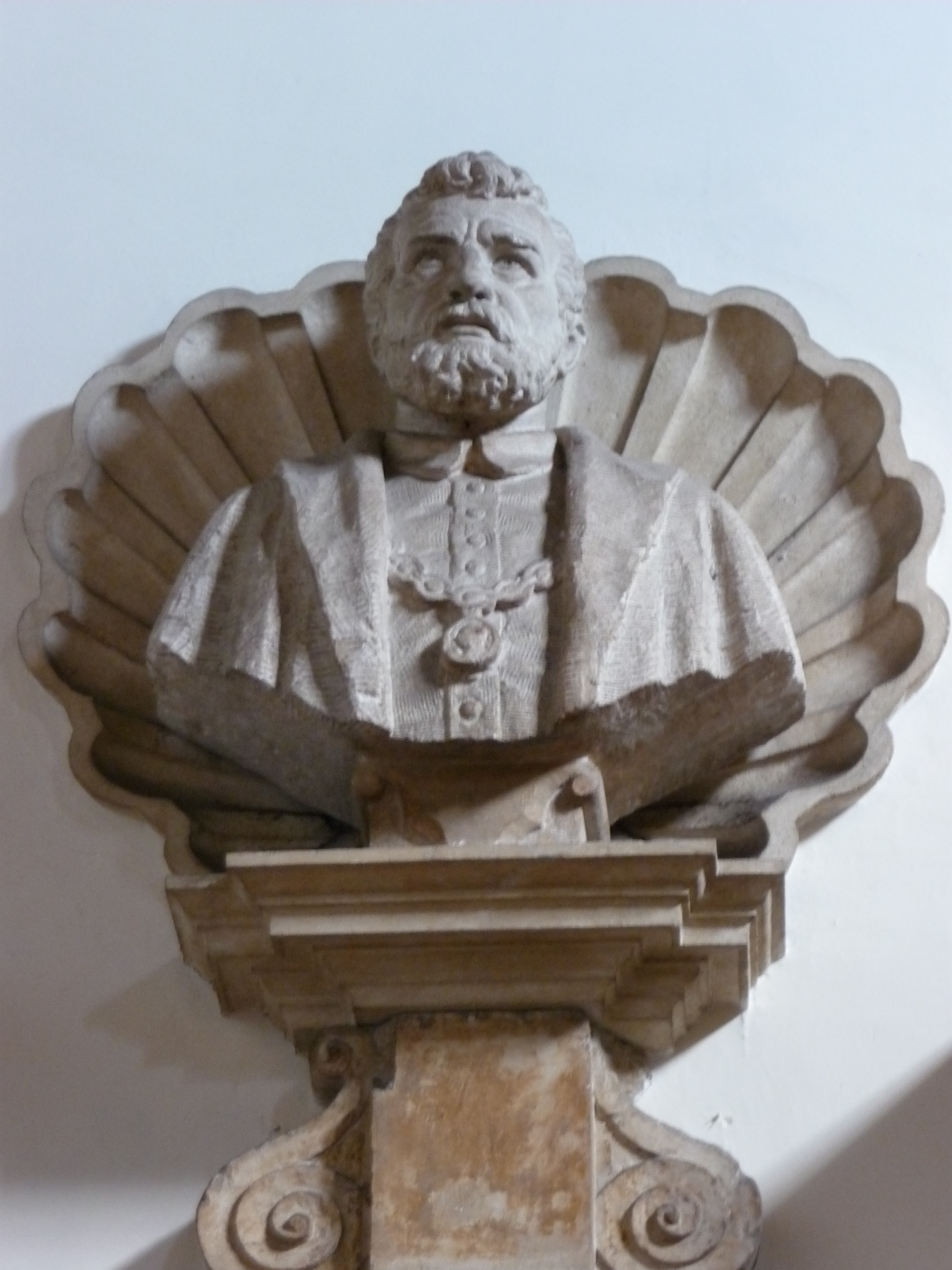
Busto de Giovanni Alvise Valmarana, no salão do andar nobre
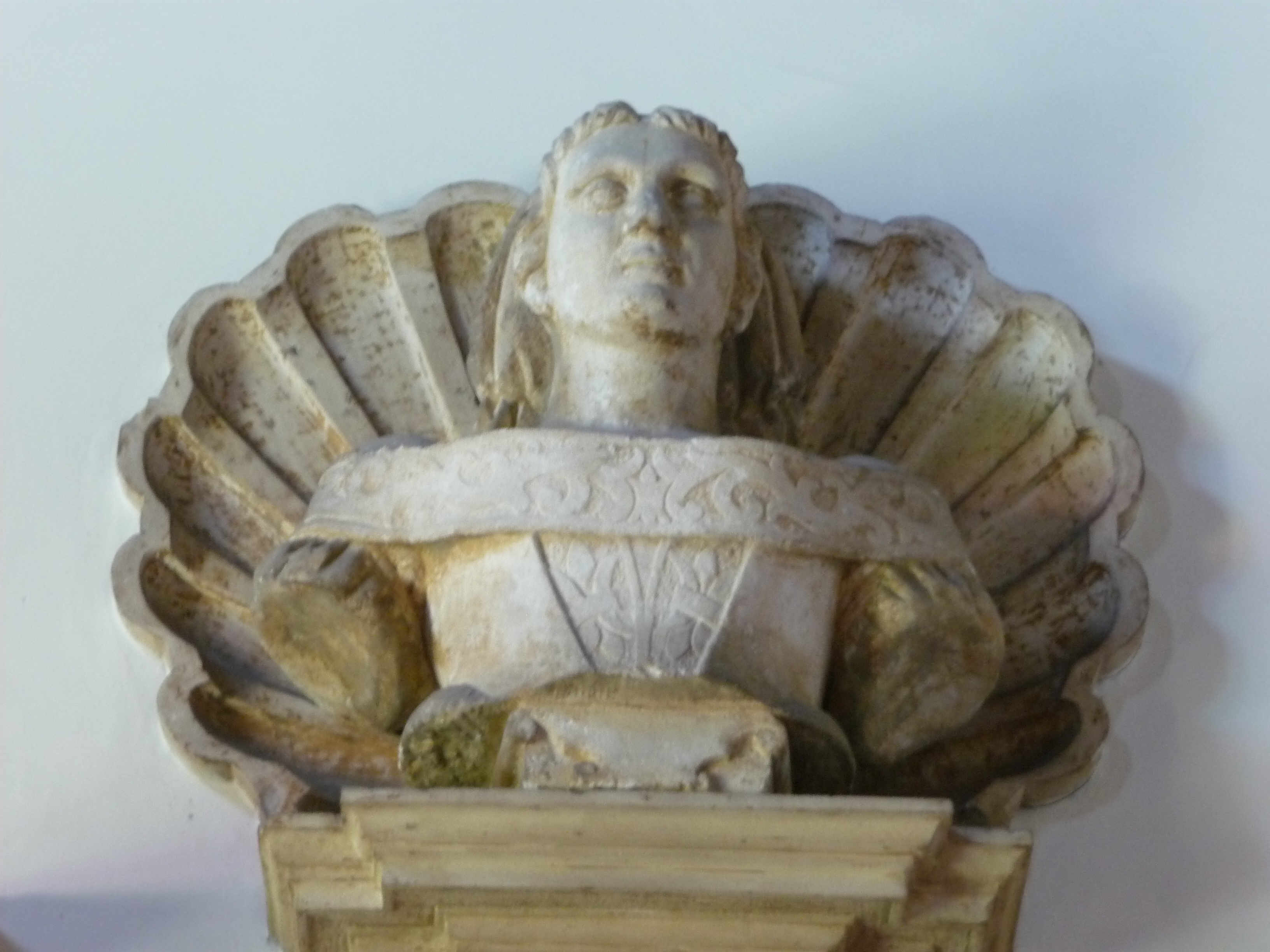
Busto de Isabella Nogarola Valmarana, no salão do andar nobre
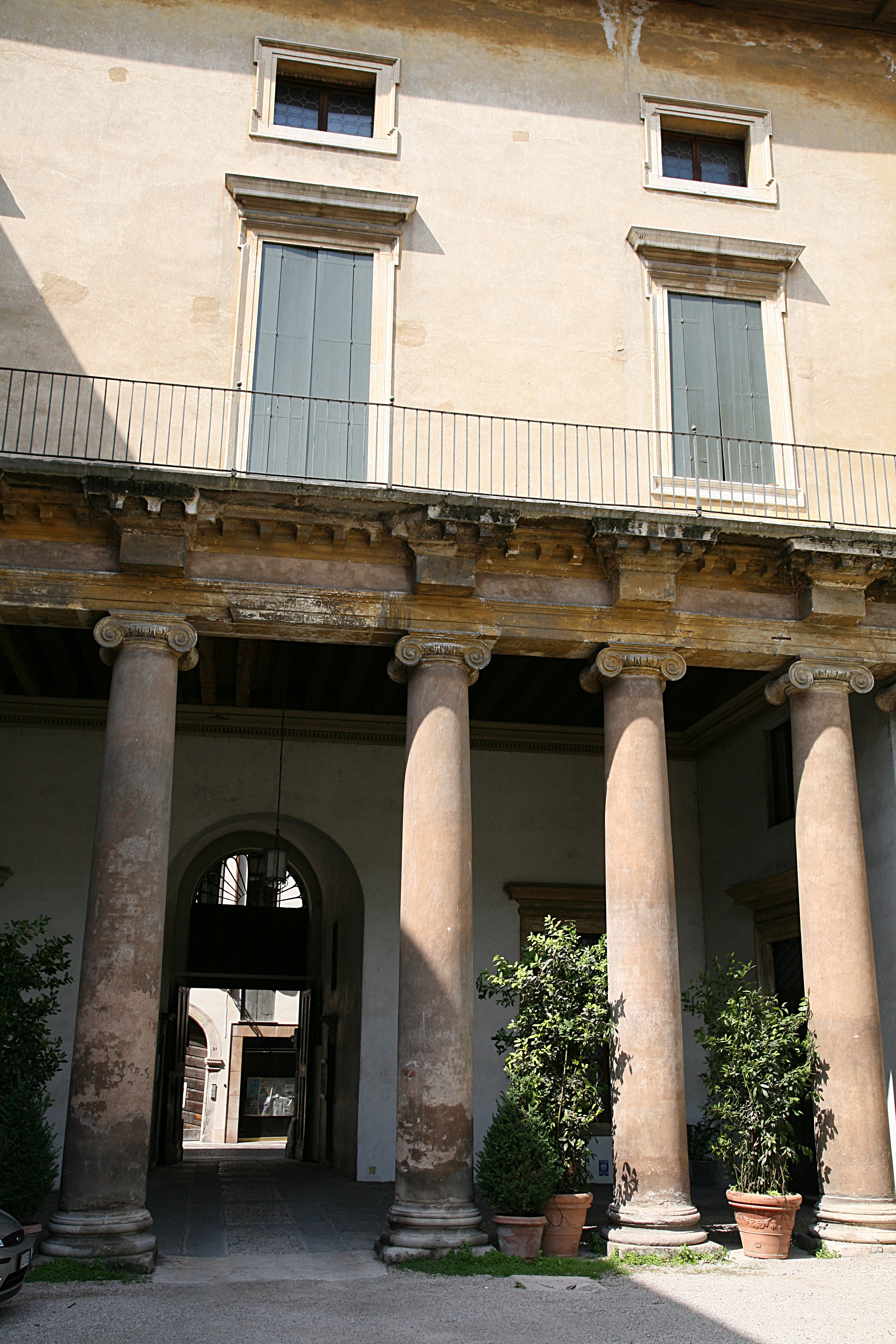
A loggia vista do pátio interior
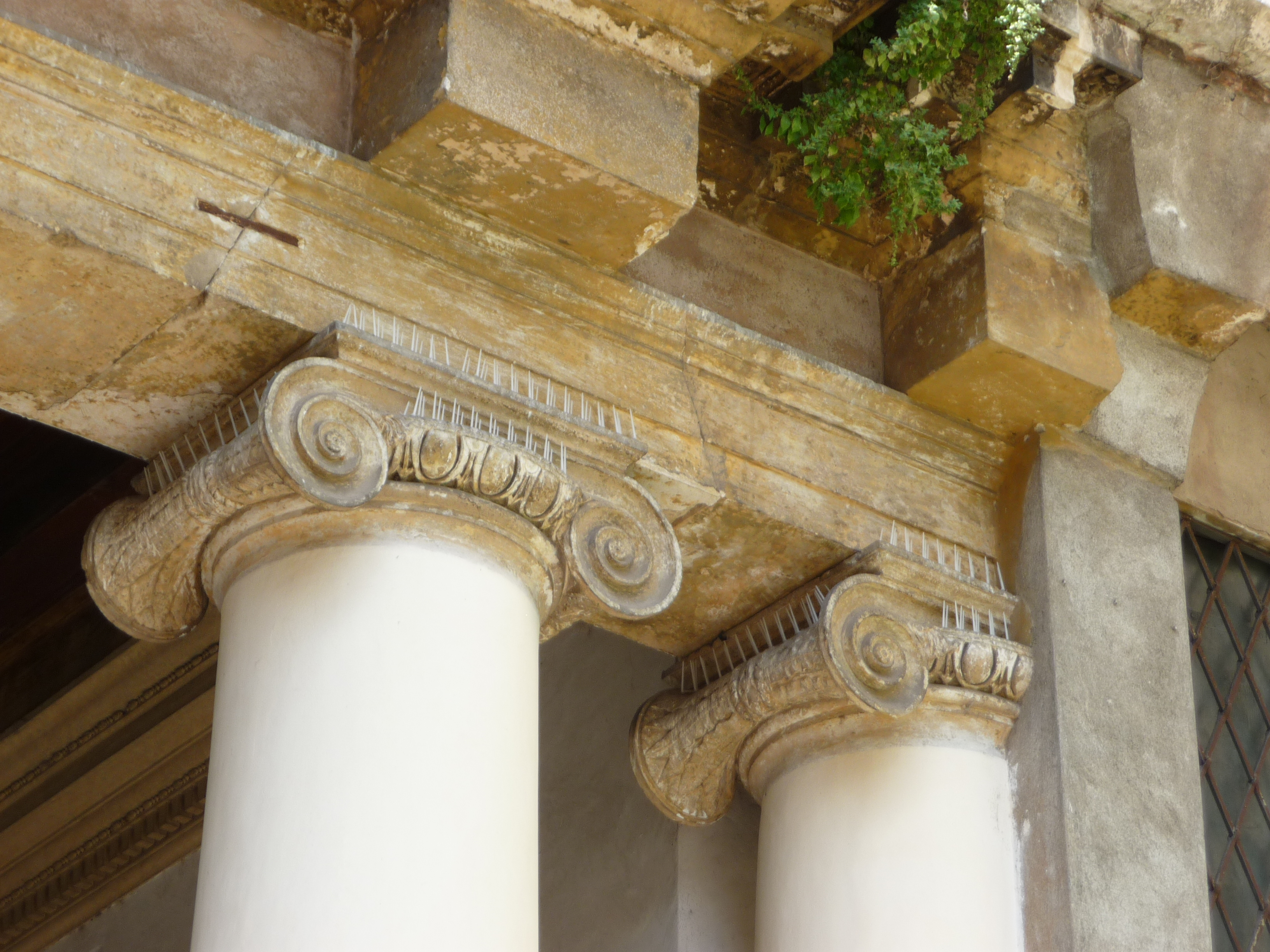
Detalhe dos capitéis jónicos da loggia no piso térreo vistos do pátio
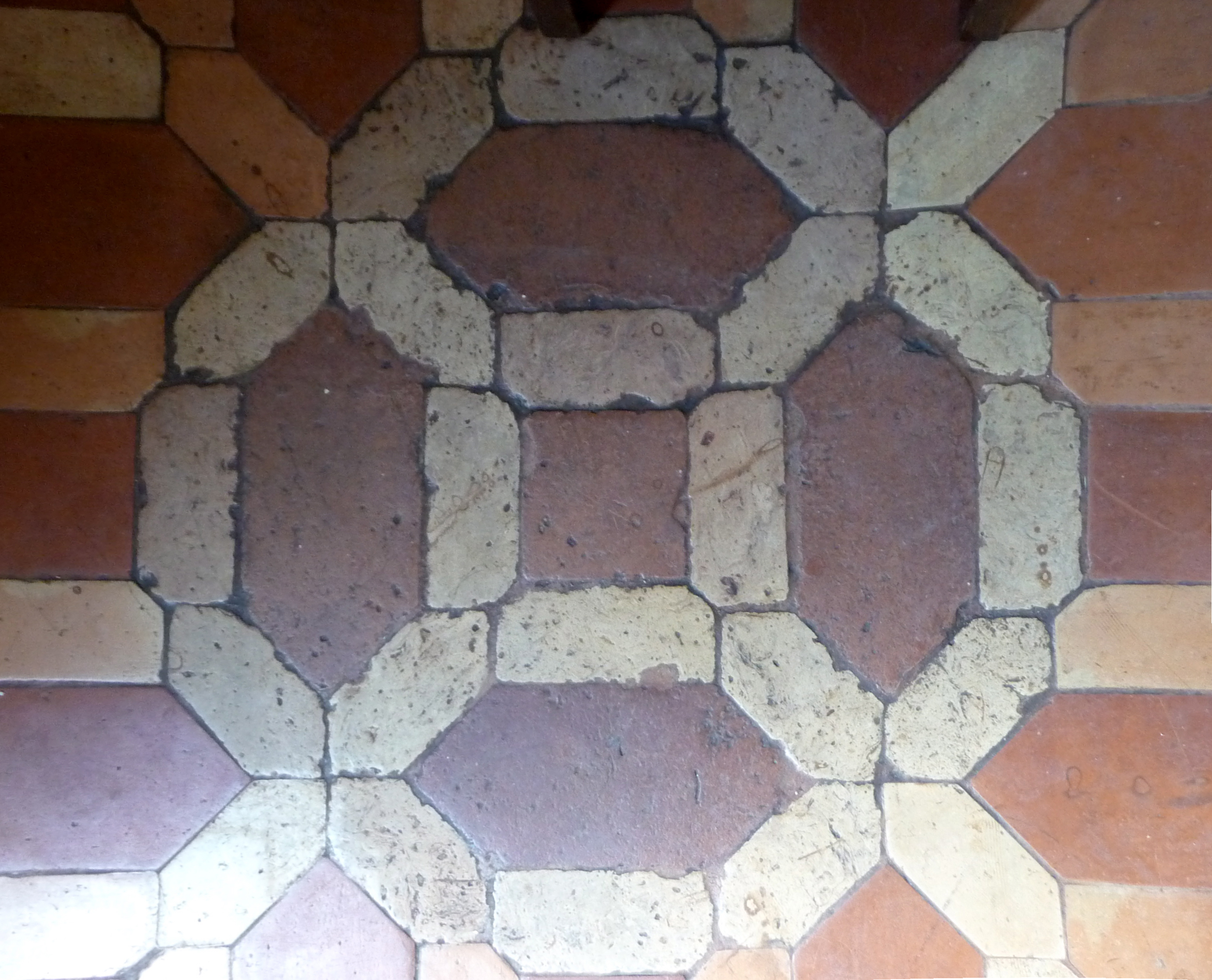
Salão do andar nobre: detalhe da única secção de pavimento original sobrevivente à destruição pelo bombardeamento de 1945